# Schwerkraftkühlung
Die Schwerkraftkühlung ist ein in der Architektur und im Bauwesen eingesetztes Klimatisierungsprinzip von Räumen. Es ist eine stille Umluftkühlung.
Über Kühleinheiten wird im oberen Bereich des Raumes warme Luft abgekühlt. Diese bewegt sich, da sie nun kühler und dadurch schwerer ist, durch einen Fallschacht nach unten. So tief wie sinnvoll möglich, üblicherweise auf Fußbodenhöhe, befinden sich die Austrittsöffnungen, durch welche die abgekühlte Luft wieder dem Raum zugeführt wird.
Die Wärme aus den Kühleinheiten wird durch ein Wasserrohrnetz, oder ein anderes Wärmeträgermedium, abgeführt. Die Funktionsweise gleicht der einer Zentralheizung, nur dass die Wärme nicht zu-, sondern abgeführt wird.
Durch die Schwerkraftkühlung werden weitverzweigte Lüftungskanäle vermieden, welche außer viel Platz zu verbrauchen auch hygienische Nachteile haben. Die Kühlintensität kann lokal individuell eingestellt werden, ohne dabei auf die Vorteile eines zentralen Lüftungssystems zu verzichten.
Oft wird dieses Klimatisierungsprinzip im Bürobau angewendet, vor allem bei Sanierungen, wenn beengte Platzverhältnisse Lüftungskanäle ausschließen. Es kann in Schrankwänden oder hinter Vorsatzschalen integriert werden.